# كريس تورنر (لاعب كرة قدم)
كريس تورنر (بالإنجليزية: Chris Turner)‏ (3 أبريل 1951 في المملكة المتحدة - 27 أبريل 2015 في المملكة المتحدة) هو مدرب كرة قدم ولاعب كرة قدم بريطاني في مركز الدفاع. لعب مع سويندون تاون وكامبريدج يونايتد ونادي بيتربورو يونايتد ونادي ساوثيند يونايتد ونادي لوتون تاون ونيوإنغلند تي من ‏ وConnecticut Bicentennials ‏.

## وصلات خارجية
- كريس تورنر على موقع قاعدة بيانات كرة القدم.إي يو (الإنجليزية)